# I-dle
I-dle (koreanska: 아이들), tidigare känd som (G)I-dle, är en sydkoreansk tjejgrupp som bildades av Cube Entertainment år 2018. Gruppen består av de fem medlemmarna Miyeon, Minnie, Soyeon, Yuqi och Shuhua. Till originaluppsättningen hörde även Soojin, som lämnade gruppen den 14 augusti 2021. (G)I-dle debuterade den 2 maj 2018 med EP:n I Am med framsidan "Latata". Året efter debuterade de i Japan, den 1 juli 2019 under Universal Music Japan (U-Cube) med EP:n Latata.
(G)I-dle kom att kallas "monster rookie" 2018 och har kommit att ses som en av de mest framgångsrika sydkoreanska flickgrupperna som inte lanserats av "de tre stora" skivbolagen. Efter debuten 2018 har de släppt fem EP och åtta singlar, bland andra "Latata", "Hann (Alone)", "Senorita", "Uh-Oh", "Lion", "Oh My God" och "Dumdi Dumdi".

## Gruppens namn

Gruppens logotyp

Vid en intervju med The Star berättade Soyeon att hon kom på namnet "Idle" (아이들) när hon skrev "Idle Song". Hon sände in förslaget till skivbolaget och det fastställdes efter en tävling hos skivbolaget. Emellertid mottogs namnet med blandade reaktioner i Sydkorea och även internationellt. "아이들" betyder "barn" på koreanska, men på engelska betyder "idle" någon som är overksam, slö, eller lättjefull. Gruppens namn ändrades därför till (G)I-dle, med I:et för "individualitet", "‐" för att visa att namnet är uppdelat i två delar och "Dle" som är pluralform för "I" i korenaskan, med betydelsen "en grupp av sex olika personligheter som samlats".

## Världsrekord
(G)I-dle satt ett nytt världsrekord för Guinness rekordbok i den sydkoreanska webbserien 1theK Originals, avsnitt 4. I seriens utmaning Kkinness Challenge får en kändisgrupp besöka Kkinness Village, en by som är utformad för att tävla om världsrekord i olika grenar. I avsnittet som sändes den 24 mars 2020 lyckades gruppen sätta världsrekord i den något udda grenen "Snabbaste tiden för att hänga upp fem t-shirtar". Det tidigare världsrekordet innehades av Kaito Kozumi med 27,93 sekunder. Gruppen lyckades slå rekordet genom att klara uppgiften på 25,41 sekunder när Soyeon försökte.

## Medlemmar

### Nuvarande
- Miyeon (미연) – sångare[16]
- Minnie (민니) – sångare[16]
- Soyeon (소연) – ledare, rappare[17][18][19]
- Yuqi (우기) – sångare, dansare[16]
- Shuhua (슈화) – sångare[16]

### Tidigare
- Soojin (수진; 2018–2021) – dansare, rappare, sångare[16]

## Diskografi

### Studioalbum
- I Never Die (2022)
- 2 (2024)

### Singelalbum
- Dumdi Dumdi (2020)

### EP
Koreanska
- I Am (2018)
- I Made (2019)
- I Trust (2020)
- I Burn (2021)
- I Love (2022)
- I Feel (2023)
- I Sway (2024)
- We Are (2025)

Japanska
- Latata (2019)
- Oh My God (2020)

Engelska
- Heat (2023)

## Turnéer
- Just Me ( )I-dle World Tour (2022)
- I Am Free-ty World Tour (2023)